# Anatole France (stanice metra v Paříži)

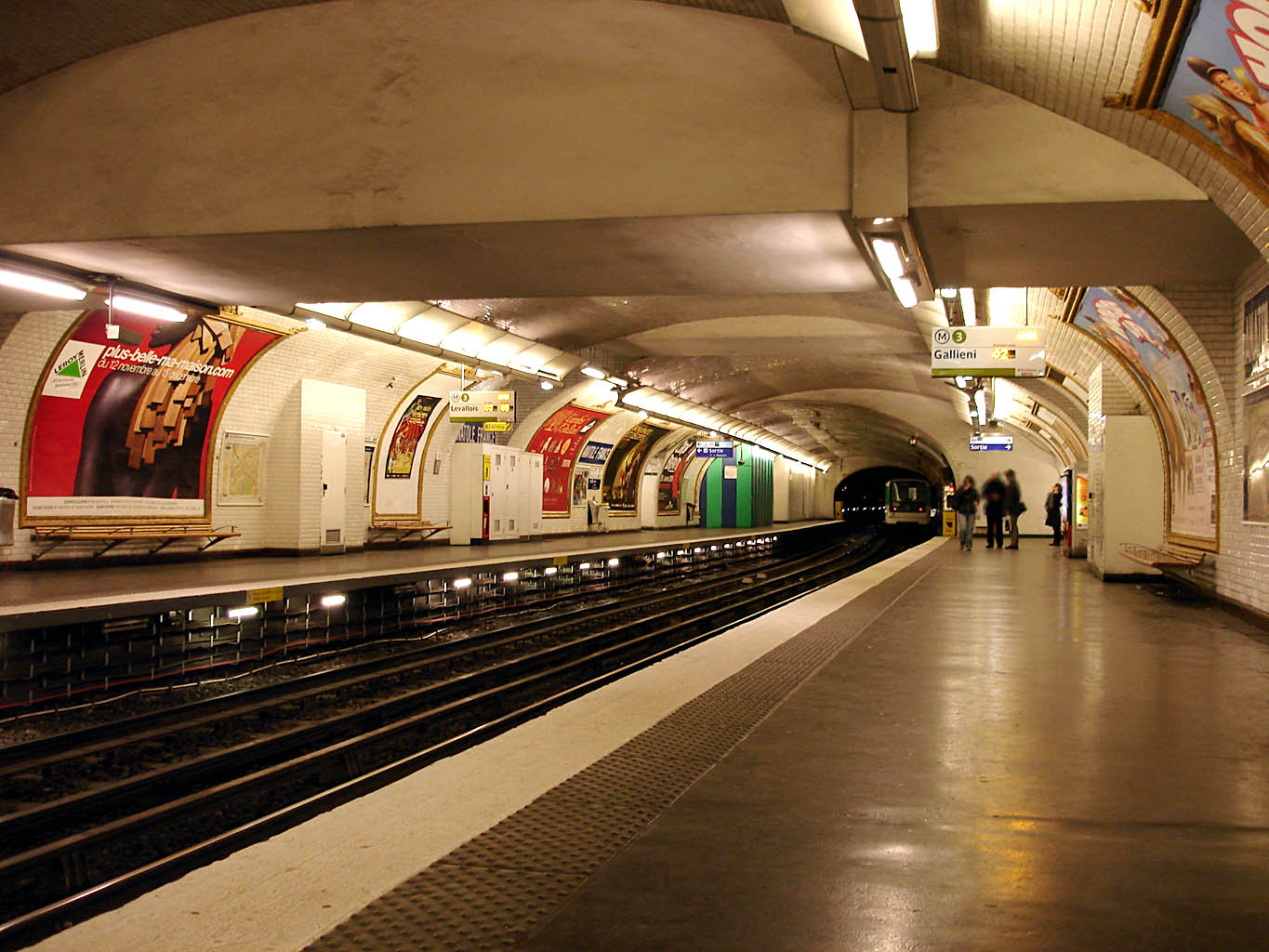
Nástupiště na stanici

Anatole France je nepřestupní stanice pařížského metra na lince 3, která se nachází na pařížském předměstí ve městě Levallois-Perret ležící severozápadně od Paříže. Stanice se nachází na malém náměstí – Place du Général Leclerc, kde se kříží Rue Anatole France a Rue Voltaire.

## Historie
Stanice byla otevřena 24. září 1937 jako součást třetího a posledního prodloužení linky směrem na západ (úsek Porte de Champerret ↔ Pont de Levallois - Bécon).

## Název
Stanice nese jméno francouzského spisovatele a nositele Nobelovy ceny za literaturu Anatola France.